# Ceroplesis nigromaculata
Ceroplesis nigromaculata är en skalbaggsart som beskrevs av Aurivillius 1910. Ceroplesis nigromaculata ingår i släktet Ceroplesis och familjen långhorningar.
Artens utbredningsområde är Kenya. Inga underarter finns listade i Catalogue of Life.